# Vasilij II.
Vasilij II., též Vasilij II. Vasiljevič či Vasilij Slepý, rusky Василий II Васильевич Тёмный (10. březen 1415, Moskva – 27. březen 1462, Moskva) byl středověký ruský panovník, velkokníže moskevský v letech 1425–1462. Jeho nástupnictví bylo zpochybněno jeho příbuznými a o trůn se zpočátku vedla krvavá občanská válka. Vasilij II. v ní však zvítězil a oslabil moc feudálů (údělných knížat), kteří stáli v čele vzpoury. Tím centralizoval a homogenizoval ruskou říši. Posílil v mnoha směrech nezávislost Ruska, v církevní oblasti přeťal vztah ruské pravoslavné církve k Byzanci (konstantinopolskému patriarchátu) a v závěru své vlády se mu podařilo získat dokonce faktickou nezávislost na mongolsko-tatarské mocnosti na východě, na Zlaté hordě, což byl významný přelom v ruských dějinách. Krom toho pokračoval v územní expanzi započaté svým otcem Vasilijem I., když si podřídil Novgorod, Pskov a suzdalsko-nižněnovgorodské knížectví.

## Boj o nástupnictví
Vasilij II. nastoupil na trůn po smrti svého otce Vasilije I. v deseti letech jako jeho nejstarší syn. Jeho poručníkem byl prvních pět let litevský kníže Vitold (tchán Vasilije I.). Vztahy Moskvy s Litvou však byly dlouhodobě napjaté, což byla příhodná situace ke zpochybnění nástupnictví – využila jí koalice údělných knížat v čele s Vasilijovým strýcem Jurijem Dmitrijevičem (někdy zvaný Haličský či též Zvěnigorodský) a jeho syny Vasilijem Kosojem (Kosým, Kosy či též Šilhavým) a Dimitrijem Šemjakou. Ke koalici patřila též zvenigorodská a galičská knížata, později i Novgorod a Tver.
Jurij Dmitrijevič, bratr zesnulého knížete, se při svých nárocích na trůn opíral o bratrovu závěť a tzv. stařešinský princip. Chán Zlaté hordy Ulu Mehmed ale za následníka uznal Vasilije II. Na rozpoutání bojů se podle některých zdrojů nepodílely jen čistě mocenské ambice, ale i napjaté vztahy v knížecí rodině. Bezprostředním motivem k prvnímu pokusu o sesazení měl být kupříkladu skandál na svatbě Vasilije II. roku 1433 (bral si Mariji, dceru Jaroslava Borského, zemského bojara). Na svatební hostině Vasilijova matka Sofie prý obvinila Kosoje a Šemjaka z krádeže svatebního daru.
Válka o nástupnictví se proměnila ve válku občanskou a devastovala Rusko čtvrt století. Byla plná zvratů. Roku 1433 se Jurij Dmitrijevič nakrátko zmocnil Moskvy, byl však poražen, především díky moskevským bojarům vedeným Ivanem Dmitrijevičem Vsevolodským. Další velkou ofenzivu provedl o rok později Vasilij Šilhavý, který se na čas zmocnil Moskvy, ale roku 1435 byl Vasilijem II. poražen a oslepen.
Nejhorší situace pro Vasilije II. však nastala roku 1446, kdy v Rusku panovala značná nespokojenost s porážkou, již Vasilij II. utrpěl v boji s kazaňským chanátem. Dmitrij Šemjak provedl úspěšný převrat, Vasilije II. zajal a nechal ho dokonce oslepit jako pomstu za oslepení Šemjakova bratra Vasilije Kosého – odtud vzniklo Vasilijovo historické přízvisko Temný, které znamená „slepý“. Poté Šemjak Vasilije poslal do vyhnanství. Ten však v této chvíli prokázal politický a strategický talent, když neváhal kontaktovat kazaňského chána, od něhož byl před nedávnem poražen, a uzavřel s ním spojenectví, díky němuž roku 1447 Vasilij Šemjaka svrhl. Poslední pokus dobýt Moskvu Dmitrij Šemjak, nejvytrvalejší z neúspěšných pretendentů trůnu, podnikl roku 1450. Vasilij II. v boji zvítězil, načež Dmitrij Šemjak uprchl do Novgorodu. Zde byl v roce 1453 otráven Vasilijovým agentem, čímž vleklý boj o nástupnictví definitivně skončil a Vasilij II. začal upevňovat a centralizovat svou moc.

## Vztahy s Východem
Ještě otec Vasilije II. byl závislý na mongolské Zlaté hordě a ohrožovaný dalšími tatarskými nájezdníky. Vasilij II. však měl v tomto ohledu příznivější podmínky, neboť právě v jeho éře se začala Zlatá horda rozpadat na menší jednotky. Kolem roku 1430 se od Zlaté hordy oddělil Krymský chanát, asi v roce 1436 Kazaňský chanát a okolo roku 1460 pak konečně Astrachaňský chanát. Především kazaňský chanát byl pro vztahy Moskevského velkoknížectví s východem klíčovým. Roku 1445 vypukla mezi Moskvou a kazaňskými Tatary válka. V ní Vasilij II. ještě prohrál, byl zajat a nakonec propuštěn až za cenu vysokého výkupného (uvádí se částky mezi 25 000 a 200 000 rubly), územních ústupků a dokonce jedné kazaňské posádky trvale přítomné na ruském území.
Zvrat však přišel roku 1451, kdy v kazaňském chanátu došlo ke sporům o následnictví. Vasilij II. toho chytře využil a přiměl část tatarských bojovníků, kteří působili na moskevském území v pozici v zásadě okupační, aby vstoupili do jeho služeb. Následný pokus ze strany Kazaně Moskevské knížectví dobýt právě i díky kazaňským bojovníkům v moskevských řadách ztoskotal, načež Vasilij II. přestal Zlaté hordě odvádět daně. Od té chvíle, prvně v historii ruského knížectví, byl ruský vládce nezávislý na východních mocnostech. Nájezdy Zlaté hordy s cílem vymoci si obnovení placení poddanských daní v letech 1455 i 1461 nebyly úspěšné.

## Expanze i diplomacie
Roku 1456 Vasilij II. vedl válku s Novgorodskou republikou. Zvítězil a nezávislost Novgorodu se tak značně omezila (tzv. smlouvou v Jaželbicích). Novgorodští bojaři se v následujících letech snažili získat podporu polského krále, aby obnovili nezávislost.
Podobně si Vasilij II. podřídil Možajsk, Pskov a suzdalsko-nižněnovgorodské knížectví. Pskov sám Vasilije II. požádal o ochranu před livonskými rytíři, čímž se Rusko začalo silněji angažovat v Pobaltí, kterážto tradice od té doby nevyhasla. Roku 1447 dobyl Rjazaň, roku 1460 Vjatku (dnes Kirov).
Vasilij však nesázel jen na boj, byl i obratným diplomatem. Roku 1448 uzavřel s polsko-litevským vládcem Kazimírem IV. Velikým mírovou smlouvu (tzv. „věčný mír“).

## Odklon od Byzance
Vasilij nebojoval jen o nezávislost politickou a vojenskou s východem, ale chtěl rovněž omezit tradiční závislost ruské pravoslavné církve na západním mocném sousedu, na Byzanci. To se mu podařilo roku 1448, když prosadil ve sboru ruských biskupů, aby za nového patriarchu zvolili, navzdory konstantinopolskému patriarchovi, rjazaňskeho biskupa Jonu. Tím ale také zesílily vazby ruské pravoslavné církve na ruského knížete, což se stalo rysem pro ruské dějiny typickým; do jisté míry přetrvává dodnes.

## Nástupnictví
Aby zamezil sporům o následnictví, které sám tak dobře poznal, ustavil Vasilij II. již roku 1449 svého syna Ivana spoluvládcem. Když Vasilij II. 27. března 1462 zemřel, nastoupil Ivan skutečně na jeho místo, a to jakožto Ivan III. Vasilij II. zemřel nejspíše na souchotiny (tuberkulózu).